# Vita Ædwardi regis

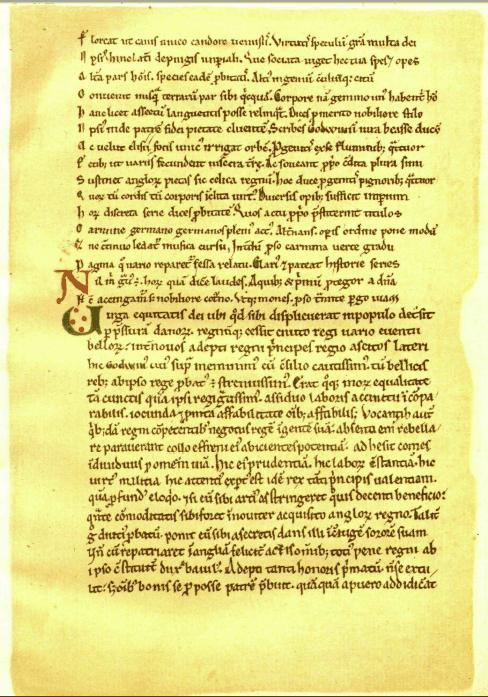
Fac-similé de la première page de la Vita Ædwardi regis.

La Vita Ædwardi regis qui apud Westmonasterium requiescit (« Vie du roi Édouard qui repose à Westminster »), ou simplement Vita Ædwardi regis (« Vie du roi Édouard »), est un texte médiéval composé par un auteur anonyme vers 1067 sur commande de la reine Édith de Wessex, veuve du roi Édouard le Confesseur. Il est attesté dans un seul manuscrit produit vers 1100 et conservé à la British Library sous la cote Harley MS 526. Son auteur est inconnu, mais était probablement un Flamand au service de la reine ; les candidats les plus plausibles sont Goscelin et Folcard, deux moines de l'abbaye Saint-Bertin de Saint-Omer, dans le comté de Flandre.
Le texte comprend deux parties : la première traite de l'Angleterre dans les décennies précédant la conquête normande et des activités de la famille de Godwin de Wessex, tandis que la seconde traite de la sainteté du roi Édouard. Ces deux parties étaient probablement séparées à l'origine. Le premier livre est une histoire séculaire, tandis que le second livre présente un caractère plus hagiographique ; il a servi de base à d'autres vies de saint dédiées au roi Édouard écrites par la suite, comme celles d'Osbert de Clare et d'Aelred de Rievaulx.

## Référence
- (en) Cet article est partiellement ou en totalité issu de l’article de Wikipédia en anglais intitulé « Vita Ædwardi Regis » (voir la liste des auteurs).